# William Stanley Jevons
William Stanley Jevons (1835-1882) va ser un economista i matemàtic anglès, que va ser un dels iniciadors de l'escola marginalista en aquesta disciplina.

## Vida i obra
Jevons va néixer en una família unitarista de classe mitjana-alta: el seu pare era un comerciant de ferro, mentre la seva mare era filla d'un banquer col·leccionista d'art italià i flamenc. La crisi del boom del ferrocarril de 1847 va provocar la fallida del negoci familiar, quan ell acabava d'ingressar al University College de Londres, on es va interessar per la química, la botànica i la lògica i les matemàtiques del professor Augustus De Morgan. Però va abandonar els estudis sense graduar-se el 1852. El 1854 va marxar a Austràlia on li havien ofert un lloc de laboratori a la seca australiana.
Jevons sempre havia pensat que la seva estança a Austràlia (potser motivada per la situació econòmica familiar) seria per un temps limitat de cinc o deu anys. A part de la seva tasca a la casa de la moneda, Jevons també va ser força actiu en els cercles científics i literaris australians, dedicant bona part del seu temps a estudis de meteorologia. Per això, el 1859 va retornar a Anglaterra a continuar els seus estudis al University College entre 1860 i 1863, graduant-se i obtenint el master. En aquests anys va començar el seu interès per l'economia política, tant és així que, en graduar-se, va rebre la medalla d'or de la tercera branca (que incloïa lògica, filosofia, moral i economia).
El 1863 va fer la seva primera publicació important, que li va valer la reputació d'hàbil estadístic, sobre la caiguda de valor de l'or, basant els seus càlculs en els nombres índex. El 1865 va ser un any important en la seva vida: a més de obtenir una plaça de tutor al Owen's College de Manchester i una altra de professor a temps parcial de lògica i economia al Queen's College de Liverpool, va publicar The Coal Question (El problema del carbó), en què vaticinava un declivi de la prosperitat britànica per la manca de carbó barat.
La seva obra fonamental es publica el 1871: The Theory of Political Economy, on desenvolupa el concepte de grau final d'utilitat que ja havia plantejat uns anys abans. Partint d'un concepte neutre d'utilitat i afirmant que l'economista no pot basar-se en altres conceptes diferents, converteix el concepte d'utilitat marginal en una eina analítica d'aplicabilitat general a tots els problemes econòmics. Jevons va formular una teoria de preus tenint en compte l'utilitat marginal i va afirmar que la producció de costos determina l'oferta; l'oferta determina el grau final d'utilitat; i el grau final d'utilitat determina el valor.
Jevons també va publicar diferents llibres de lògica, el més important dels quals és The Principles of Science (1874), en el qual posa èmfasi en els principis metodològics de l'empirisme, afirmant que la simple mesura no pot ser el mitjà per a fer inferències sobre la causalitat.
El 1876 va ser nomenat professor del University College. Però les obligacions d'impartir conferències que portava aparellat el càrrec el van fer renunciar el 1880. A més, la seva salut es va deteriorar i l'obligava a prendre períodes de vacances. Precisament, va morir ofegat al mar mentre es banyava al sud d'Anglaterra durant un d'aquests períodes de vacances.